# Yordanys Durañona
Yordanys Durañona García (* 16. Juni 1988 in Havanna) ist ein dominicanischer Dreispringer kubanischer Herkunft.

## Sportliche Laufbahn
Erste internationale Erfahrungen sammelte Yordanys Durañona bei den Zentralamerika- und Karibikmeisterschaften (CAC) 2009 in Havanna, bei denen er für Kuba startend mit 16,76 m sprang, jedoch außerhalb der Wertung antrat. Seit 2013 repräsentiert er Dominica und gewann bei den CAC-Meisterschaften in Morelia mit 16,45 m die Goldmedaille. 2014 nahm er zum ersten Mal an den Commonwealth Games in Glasgow teil und belegte dort mit 15,81 m im Finale Platz acht. Anschließend gewann er beim Panamerikanischen Sport Festival in Mexiko-Stadt mit 17,20 m die Goldmedaille und bei den CAC-Spielen in Xalapa mit 16,67 m Bronze. 2015 belegte er bei den Panamerikanischen Spielen in Toronto mit 16,72 m Platz vier und gewann bei den NACAC-Meisterschaften in San José mit 16,98 m die Goldmedaille. Damit qualifizierte er sich für die Weltmeisterschaften in Peking, bei denen er mit 16,27 m in der Qualifikation ausschied. 
2016 erfolgte die Teilnahme an den Hallenweltmeisterschaften in Portland, bei denen er mit 15,27 m Rang 16 belegte. Daraufhin nahm er an den Olympischen Sommerspielen in Rio de Janeiro teil, bei denen er ohne einen gültigen Versuch in der Qualifikation ausschied. 2017 erfolgte die Teilnahme an den Weltmeisterschaften in London, bei denen mit 16,42 m im Finale den elften Platz belegte. 2018 nahm er erneut an den Commonwealth Games im australischen Gold Coast teil und gewann dort mit 16,86 m die Silbermedaille hinter dem Guyaner Troy Doris. Bei den Zentralamerika- und Karibikspielen in Barranquilla belegte er mit 16,18 m Rang sieben.
Er war Fahnenträger für Dominica bei der Eröffnungsveranstaltung der Olympischen Spiele 2016.

## Persönliche Bestleistungen
- Dreisprung: 17,20 m, 16. August 2014 in Mexiko-Stadt
- Dreisprung (Halle): 15,27 m, 19. März 2016 in Portland